# Spaans curlingteam (gemengddubbel)
Het Spaanse curlingteam vertegenwoordigt Spanje in internationale curlingwedstrijden.

## Geschiedenis
Spanje debuteerde op het wereldkampioenschap curling voor gemengddubbele landenteams van 2008 in het Finse Vierumäki. De Spanjaarden haalden de play-offs niet. In 2010 verloor het land nipt de strijd om het brons door een steal in het extra end van China. In 2014 won Spanje wel het brons. Er werd gewonnen met 7-4 van Hongarije.
Spanje nam nog niet deel aan het gemengddubbel op de Olympische Winterspelen.

## Spanje op het wereldkampioenschap
| Jaar | Plaats | Team                            | WG | W | V | PV | PT |
| ---- | ------ | ------------------------------- | -- | - | - | -- | -- |
| 2008 | 22     | Sergio Vez & Irantzu Garcia     | 7  | 1 | 6 | 31 | 64 |
| 2009 | 25     | Alberto Vez & Estrella Labrador | 8  | 1 | 7 | 43 | 65 |
| 2010 | 4      | Sergio Vez & Irantzu Garcia     | 8  | 5 | 3 | 56 | 49 |
| 2011 | 11     | Sergio Vez & Irantzu Garcia     | 7  | 4 | 3 | 47 | 40 |
| 2012 | 18     | Sergio Vez & Irantzu Garcia     | 8  | 3 | 5 | 44 | 58 |
| 2013 | 21     | Sergio Vez & Irantzu Garcia     | 8  | 3 | 5 | 44 | 54 |
| 2014 | 3      | Sergio Vez & Irantzu Garcia     | 11 | 8 | 3 | 74 | 62 |
| 2015 | 17     | Gontzal Garcia & Irantzu Garcia | 9  | 5 | 4 | 60 | 60 |
| 2016 | 22     | Gontzal Garcia & Irantzu Garcia | 6  | 3 | 3 | 43 | 38 |
| 2017 | 15     | Gontzal Garcia & Irantzu Garcia | 8  | 4 | 4 | 51 | 55 |
| 2018 | 19     | Gontzal Garcia & Irantzu Garcia | 7  | 3 | 4 | 47 | 43 |
| 2019 | 9      | Mikel Unanue & Oihane Otaegi    | 8  | 6 | 2 | 60 | 42 |
| 2021 | 20     | Mikel Unanue & Oihane Otaegi    | 9  | 0 | 9 | 34 | 71 |
| 2022 | 17     | Mikel Unanue & Oihane Otaegi    | 10 | 2 | 8 | 44 | 77 |
| 2023 | 13     | Mikel Unanue & Oihane Otaegi    | 9  | 4 | 5 | 56 | 65 |
| 2024 | 20     | Mikel Unanue & Oihane Otaegi    | 9  | 1 | 8 | 36 | 69 |
| 2025 | 20     | Mikel Unanue & Oihane Otaegi    | 9  | 0 | 9 | 27 | 80 |

Australië · België · Brazilië · Bulgarije · Canada · China · Chinees Taipei · Denemarken · Duitsland · Engeland · Estland · Filipijnen · Finland · Frankrijk · Griekenland · Groot-Brittannië · Guyana · Hongarije · Hongkong · Ierland · India · Israël · Italië · Jamaica · Japan · Kazachstan · Kirgizië · Koeweit · Kosovo · Kroatië · Letland · Litouwen · Luxemburg · Mexico · Mongolië · Nederland · Nieuw-Zeeland · Nigeria · Noorwegen · Oekraïne · Oostenrijk · Polen · Portugal · Puerto Rico · Qatar · Roemenië · Rusland · Saoedi-Arabië · Schotland · Servië · Slovenië · Slowakije · Spanje · Thailand · Tsjechië · Turkije · Verenigde Staten · Wales · Wit-Rusland · Zuid-Korea · Zweden · Zwitserland